# 尾崎章生
尾崎 章生（おざき あきお、1974年10月1日 - ）は、地方競馬の名古屋競馬場・植松則幸厩舎所属の騎手。

## 来歴
1992年10月29日名古屋競馬第4競走でベティブルーで初騎乗。同年11月13日名古屋競馬第5競走をナチノムテキで優勝し、初勝利。
2013年12月26日に腰痛のため騎手を引退することを名古屋競馬のホームページ上で発表し引退した。
引退後は名古屋市内でカレー店を経営していた。
2015年7月14日平成27年度第1回騎手免許試験に合格し、同じく一時引退していた加藤誓二とともに、騎手への復帰が決定。同年8月1日付で厩務員から騎手に復帰した。

## 主な騎乗馬
- ワイティタッチ（2006年ゴールドウィング賞、2007年駿蹄賞、MRO金賞、新緑賞）
- ヒカルアヤノヒメ（日本最高齢出走記録保持馬、レースだけでなく、同馬とともに蟹江警察署の一日警察官として特殊詐欺防止の呼びかけにも参加[4]）。